# Мамырин, Борис Александрович
Бори́с Алекса́ндрович Мамы́рин (1919—2007) — советский и российский физик, известный изобретением электростатического ионного зеркала масс-спектрометра. Член-корреспондент РАН (1994).

## Биография
Родился в 1919 году в гор. Липецке в семье врачей. Изначально намеревался пойти по стопам родителей, но затем сферой своей деятельности избрал физику.
Окончил Ленинградский политехнический институт (1941) и радиотехнический факультет Академии связи (1942). На военной службе с 1941 по 1948 год. После окончания войны — главный инженер кафедры передатчиков в Военной Академии связи им. С. М. Буденного.
1948—1970 — старший научный сотрудник, 1970—1983 — заведующий сектором, с 1983 заведующий лабораторией масс-спектрометрии ФТИ им. А.Ф. Иоффе.
Диссертации:
- 1949, «Модулирующие устройства установок для разделения изотопов урана высокочастотным методом».
- 1966, «Исследования в области разделения ионов по времени пролёта»[5].

Член-корреспондент РАН. Лауреат премии им. акад. В. П. Константинова Президиума АН СССР за цикл работ «Исследование и разработка масс-спектрометрического метода контроля производства металлов» (1982).